# 韓光成
韓 光成（ハン・グァンソン、한광성, 1998年9月11日 - ）は、朝鮮民主主義人民共和国（以下、北朝鮮）・平壌出身のサッカー選手。4.25体育団所属。北朝鮮代表。ポジションはFW。
AFC U-16選手権で北朝鮮を優勝に導き、2017年に北朝鮮出身のサッカー選手として初めて、セリエA並びに欧州5大リーグで出場し、得点を挙げた選手である。

## 経歴

### クラブ
ユース時代は北朝鮮国内の蝶泳体育団（FCチョビョン。軍直轄のエリート育成クラブ）に籍を置きながら、北朝鮮のサッカー選手育成プロジェクトの1期生としてイタリアのペルージャのISMアカデミーでトレーニングを積んだ。
2016年9月11日に18歳となりFIFA規定による国際移籍が可能となると、2017年2月にイタリア・セリエAのカリアリにテスト生として加入。同年3月のトルネオ・ディ・ヴィアレッジョにユースチームの一員として出場しパルマFC戦でバイシクルシュートを決めるなど活躍すると、3月10日にはカリアリとユース選手として契約を結び、北朝鮮人選手としては前年にACFフィオレンティーナに入団した崔成赫以来2人目のセリエA所属選手となった。また同時に、カリアリに所属した初めてのアジア人選手にもなった。3月19日のラツィオ戦からトップチームに招集されるようになり、4月2日のパレルモ戦で86分から途中出場しセリエAデビュー。先述の崔はトップチームで出場することなく退団したため、韓が北朝鮮生まれの選手としてセリエAおよび欧州5大リーグに初めて出場した選手となった。デビューから2試合目となった4月10日のトリノ戦では81分から途中出場し後半アディショナルタイムにヘディングシュートを決めて初得点を記録し、北朝鮮人として欧州5大リーグで初めて得点を挙げた選手となった。4月13日にはカリアリと新たに2022年6月30日までのプロ契約を結んだ。
2017-18シーズンはセリエBのペルージャへレンタル移籍し、開幕戦のヴィルトゥス・エンテッラ戦でハットトリックを達成するなど、1月までの17試合で7ゴール3アシストを記録した。この活躍からユヴェントスがカリアリに獲得オファーを提示したが移籍は実現せず、最終的には期間前倒しで半年ぶりにカリアリに復帰することになった。2018年3月18日にカリアリと2023年まで契約を延長した。2019年9月2日、U-23ユヴェントスFCに買取義務付きの2年間のレンタルで移籍することが発表された。
2020年1月8日、買い取りを行使した上でトップチームでの出場機会が無いまま、移籍金700万ユーロ、5年契約でカタール・スターズリーグのアル・ドゥハイルSCに移籍した。2019-20シーズンは10試合に出場し3得点を挙げて、リーグ優勝に貢献したが、2020-21シーズンのメンバーには登録されておらず、国連安全保障理事会による加盟国内の北朝鮮労働者を送還するよう求める対北朝鮮制裁のため退団させられたと報じられている。またユヴェントスからアル・ドゥハイルへの移籍についても、同制裁への違反を安全保障理事会より指摘されていると報じられた。その後は北朝鮮に帰国したとされ、2023年どこのクラブにも所属していない。さらにInstagramなどのSNSアカウントも非公開となり、消息も分からなくなっていた。
2023年11月15日の2026FIFAワールドカップ・アジア2次予選のシリア代表戦の前日に行われた練習にて撮影された映像の中から「ハンの姿ではないか」とスクリーンショット画像がX上で拡散されたが、その時点では北朝鮮代表の招集メンバーも公表されておらず真偽が不明であった。翌16日のシリア代表戦キックオフ10分前にスターティングメンバーが発表され、その中にハンが背番号10で登録されており生存が世界中のサッカーファンに知れ渡ることとなった。
現在は4.25体育団に所属している。

### 代表
北朝鮮代表としてAFC U-16選手権2014ではキャプテンとして全6試合に出場し4得点を挙げ、北朝鮮の2大会ぶり2度目の優勝に貢献。2015 FIFA U-17ワールドカップでも北朝鮮の全4試合に出場しベスト16入りに貢献した。
2017年6月6日、カタールとの親善試合でA代表デビュー。2019年11月14日、2022 FIFAワールドカップ・アジア2次予選のトルクメニスタン戦で代表初ゴールを挙げた。その後北朝鮮が当予選を途中辞退したため北朝鮮代表が戦った2次予選5試合の記録が無効となったため自身の得点記録も無効となった。
2023年11月、2026 FIFAワールドカップ・アジア2次予選2試合に出場し、同月21日のアウェイでのミャンマーとの2戦目で1得点を記録し、上述に伴って記録上は当試合が自身にとってA代表初得点となる。

## 人物
- 好きな選手としてクリスティアーノ・ロナウドを挙げている[5][6]。
- イギリス・ガーディアン紙の「世界で最も才能あるU-18フットボーラー50人」に選ばれた。

## エピソード
- ペルージャ移籍後の活躍から2017年9月24日にペルージャ会長のマッシミリアーノ・サントパードレと共に現地のTV番組に出演する予定だったが、直前で出演をキャンセルした。その後、現地新聞の取材によりサントパードレは出演キャンセルが北朝鮮からの電話要請によるものであったこと、TV出演した場合にはハンの強制帰国や、ハンの家族に危険が及ぶ可能性があったことを明かした[20][21]。
- 国連安全保障理事会が金正恩の核兵器開発計画を支援するために外国からの資金が送金されているとの懸念から、加盟国に対して全北朝鮮国民の送還を命じる制裁の影響で、2021年にカタールから北朝鮮に移る予定であり、それ以来消息を絶っていた[22]が、2026 FIFAワールドカップ・アジア2次予選のシリア代表戦に先発出場し、生存が確認された。

## 代表歴
- 国際Aマッチ初出場 - 2017年6月6日 国際親善試合 vsカタール代表（ジャシム・ビン・ハマド・スタジアム）
- 国際Aマッチ初得点 - 2023年11月21日 2026 FIFAワールドカップ・アジア2次予選 vsミャンマー代表（トゥウンナ・スタジアム）

試合数
- 国際Aマッチ 13試合 2得点（2017年 - ）

| 北朝鮮代表 | 国際Aマッチ | 国際Aマッチ |
| 年         | 出場        | 得点        |
| ---------- | ----------- | ----------- |
| 2017       | 2           | 0           |
| 2018       | 1           | 0           |
| 2019       | 2           | 0           |
| 2023       | 2           | 1           |
| 2024       | 9           | 0           |
| 通算       | 16          | 1           |

ゴール
| No. | 開催日         | 開催都市 | スタジアム             | 対戦国     | 結果 | 大会                                   |
| --- | -------------- | -------- | ---------------------- | ---------- | ---- | -------------------------------------- |
| 1.  | 2023年11月21日 | ヤンゴン | トゥウンナ・スタジアム | ミャンマー | ○6-1 | 2026 FIFAワールドカップ・アジア2次予選 |

## タイトル

### クラブ
アル・ドゥハイルSC
- カタール・スターズリーグ：1回（2019-20）

### 代表
U-16北朝鮮代表
- AFC U-16選手権：1回（2014年）